# Харрикейнз (регбийный клуб)
«Харрикейнз» (англ. Hurricanes — «ураганы»), в прошлом также «Веллингтон Харрикейнз», — новозеландский регбийный клуб, выступающий в сильнейшем чемпионате Южного полушария — Супер Регби. Команда, базирующаяся в столице страны и обладающая статусом региональной, представляет территории Ист-Кост, Хокс-Бей, Хоровенуа-Капити, Манавату, Поверти-Бей, Таранаки, Вайрарапа-Буш и Вангануи. Таким образом, команда подбирается из лучших игроков южной части Северного острова. «Харрикейнз» проводят большую часть домашних матчей на арене «Уэстпак Стэдиум», ранее использовался стадион «Атлетик Парк».
Клуб создан в 1996 году и тогда же регбисты начали выступать в чемпионате. Дебютный сезон сложился для команды не лучшим образом, но уже через год коллектив стал третьим в регулярном сезоне и получил возможность сыграть в плей-офф. В течение последующих пяти лет команда не только не играла в финальной стадии турнира, но, напротив, находилась в числе худших участников чемпионата. Впрочем, с 2003 года по настоящий момент «Харрикейнз» пять раз выходили в серию игр на вылет. В частности, в 1996 году регбисты вышли в решающий матч, где уступили «Крусейдерс» (12:19).

## История

### Первые годы
В 1996 году в Новой Зеландии появились пять новых команд, представлявших различные части страны в профессиональном чемпионате Супер 12, объединившем коллективы из Австралии, Новой Зеландии и ЮАР. Изначально столичный клуб, получивший в ведение территории с населением 920 тысяч человек (крупнейшим среди всех новозеландских команд), назывался «Веллингтон Харрикейнз». Первым тренером клуба стал бывший игрок «Олл Блэкс» Фрэнк Оливер, а капитанскую повязку первым примерил Марк Аллен.
Соперником в первом матче команды, ставшем также матчем—открытием первенства, выступили «Окленд Блюз». Встреча состоялась на «Арене Манавату». «Ураганы» провалили дебют, уступив со счётом 28:36. Сезон 1996 года команда провела на худшем уровне, нежели предполагалось: столичные регбисты стали только девятыми. Спустя сезон команда пробилась в полуфинал, где проиграла «Брамбиз» в гостях. Тем не менее, подобного успеха «Харрикейнз» не добивались ещё в течение многих сезонов.

### В роли аутсайдера
Команда не становилась участником плей-офф до 2003 года. При этом за игроками задней линии, среди которых были звёзды национальной сборной Тана Умага и Кристиан Каллен, закрепилась репутация атакующих регбистов. «Харрикейнз» могли провести результативное действие в любой момент, вне зависимости от тактической ситуации. И всё же игрокам не хватало стабильности, в особенности, в решающих эпизодах матча.
После чемпионата мира 1999 году срок действия контракта одного из лучших игроков конца столетия Джона Лому с Новозеландским регбийным союзом подошёл к концу, и спортсмен рассматривался как потенциальный игрок большого числа клубов из разных стран и даже видов спорта: Лому мог продолжить карьеру в регбилиг или команде «Даллас Ковбойз» из NFL. 23 ноября стало известно, что Лому больше не сотрудничает с национальной федерацией и в скором времени он может согласовать условия с Веллингтонским регбийным союзом. С другой стороны, сообщалось, что «Бристоль» готов предложить спортсмену £1,1 млн. Подписание договора с веллингтонским союзом означало, что «Харрикейнз» смогут безраздельно претендовать на услуги игрока.
В 2000 году у клуба появился новый стадион — «Уэстпак». Тогда же команда обыграла будущих чемпионов года «Крусейдерс» (41:29). К концу сезона команда всё ещё сохраняла теоретические шансы на выход в стадию плей-офф, для этого «ураганам» требовалась победа над «Буллз». Однако новозеландцы провели один из худших матчей года, проиграли и заняли только восьмое место. В 2000 году команда «Веллингтон Лайонз», игроки которой составляли костяк «Харрикейнз», стала победителем Национального провинциального чемпионата Новой Зеландии.
Сезоны 2001 и 2002 годов «ураганы» завершили на девятой позиции, что привело к отставке тренера Грэма Мури, работавшего с командой с 2000 года.

### Выход на новый уровень

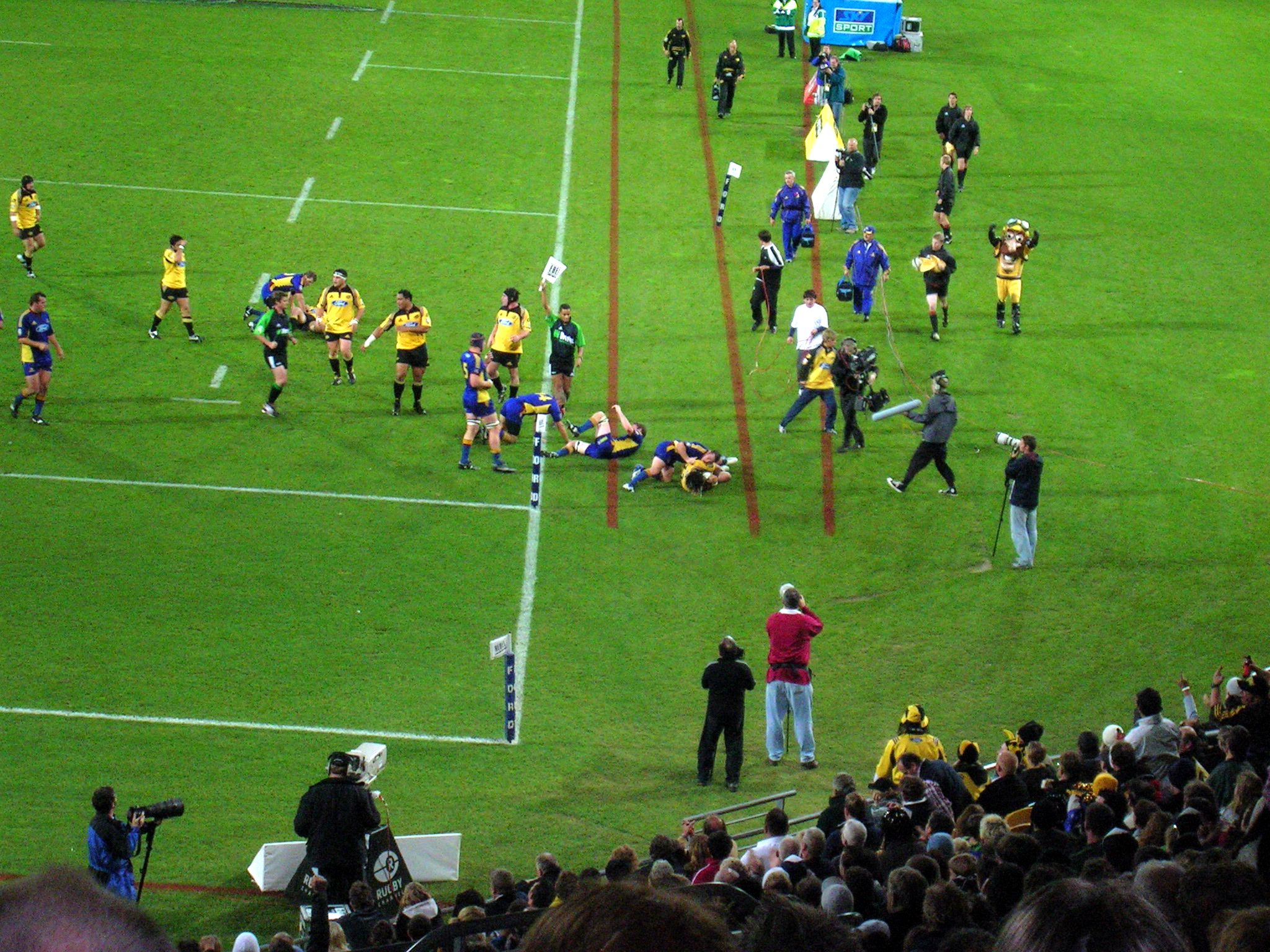
Клуб в матче с «Хайлендерс», 2006 год.

В сезоне 2003 года главным тренером клуба стал Колин Купер, до того работавший ассистентом наставника в «Крусейдерс». Купер и новый капитан команды Тана Умага смогли преодолеть нестабильность и слабую дисциплину «Харрикейнз» и превратили клуб в один из сильнейших в чемпионате. По итогам сезона команда всего лишь второй раз в истории вышла в плей-офф. Залогом успеха в регулярном чемпионате стала семиматчевая победная серия, проведённая в середине сезона. Среди конкретных лиц, причастных к прорыву, следует отметить серьёзно прогрессировавшего Ма’а Нону, который действовал в связке с Тана Умага и вытеснил из состава бывшего игрока сборной Пита Алатини, а также Дэвида Холуэлла, показывавшего уверенную игру. С другой стороны, команду покинул Кристиан Каллен, продолживший карьеру в ирландском «Манстере». Причиной отъезда, вероятно, стало непопадание игрока в состав сборной на чемпионате мира.
В заявке клуба на 2004 год не было и Лому: игрок был вынужден приостановить выступления из-за болезни почек. В дальнейшем игрок перенёс операцию по трансплантации органа, но за «Харрикейнз» Лому больше не играл. В сезоне 2004 года команда не вполне оправдала ожидания тренеров, игроков и болельщиков (клуб стал одиннадцатым), тем не менее, был создан хороший задел для следующих лет, и клубу удалось сохранить большую часть спортсменов. Новичком команды стал центр Конрад Смит. «Ураганы» вернулись в число лидеров в 2005 году и стали участниками итоговых игр сезона. Открытием года стал игрок Джимми Гопперт, заработавший за год 139 очков. Среди игроков, которых клуб пытался подписать, были австралиец Брок Джеймс,  молодая звезда «Блюз» Люк Макалистер и Эндрю Мертенс из «Крусейдерс», однако ни один из переходов не состоялся. Команда же крупно проиграла кентерберийцам в полуфинале (7:47).
В 2006 году к турниру присоединились две новые команды: «Уэстерн Форс» из Австралии и «Сентрал Читаз» из ЮАР. Новым капитаном клуба стал Родни Со’оиало, который сменил на этом посту Тана Умага. «Ураганы» снова демонстрировали хорошую игру, не выиграв всего в четырёх матча регулярного сезона. Обыграв в полуфинале «Уаратаз», новозеландцы впервые вышли в финал, где снова встретились с «Крусейдерс» и снова проиграли (12:19) — матч проходил при невероятно густом тумане. После игры СМИ распространили информацию о конфликте, произошедшем в ночном клубе между Крисом Мейсоу и Тана Умага. С финансовой точки зрения сезон стал весьма успешным. Выручка клуба составила 7,44 млн. новозеландских долларов, а прибыль — 1,36 млн.
В 2008 и 2009 годах «Харрикейнз» снова играли в полуфиналах. В первом случае клуб в очередной раз проиграл «Крусейдерс» (22:33), а во втором уступил «Чифс» (10:14). В дальнейших сезонах команда была менее результативна. В 2010 году клуб стал восьмым, пропустив вперёд двух соперников также с 37 очками, но с лучшими вторичными показателями. В 2011 году в чемпионате появилась пятнадцатая команда («Мельбурн Ребелс»), и формат турнира был несколько изменён, в частности, появились национальные конференции. Клуб стал предпоследним в новозеландской группе и девятым в общем зачёте. Также в 2011 году у команды появился новый тренер — Марк Хэмметт, и вскоре клуб покинули его легенды: Эндрю Оур, Ма’а Нону и Пири Веепу. По итогам сезона—2012 «Харрикейнз» стали третьими в новозеландской конференции и восьмыми в сводной турнирной таблице.

## Стадионы

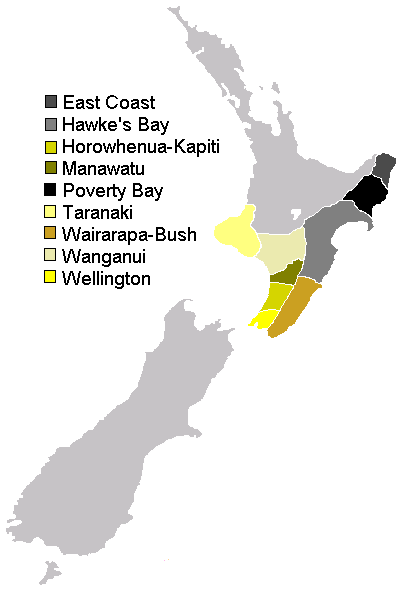
Девять регбийных союзов, представляемых командой.

Большая часть домашних игр клуба проводится на арене «Уэстпак Стэдиум», которая расположена в Веллингтоне близ побережья. Среди жителей страны стадион известен как The Cake-Tin («торт»), в то время как горожане называют арену просто The Stadium. Стадион, открытый в 2000 году, заменил устаревший «Атлетик Парк», где команда играла ранее. Для матчей клуба также использовались «Йерроу Стэдиум» (25 000 мест, Нью-Плимут), «Арена Манавату» (15 000 мест, Палмерстон-Норт) и «Маклин Парк» (22 000 мест, Нейпир).
В первые годы проведения чемпионата клуб проводил один или два матча (в зависимости от числа домашних игр: пять или шесть) вне Веллингтона. Подобная политика приветствовалась болельщиками, поскольку команда представляет густонаселённую область страны. Однако в последние годы регбисты редко покидают столицу, что объясняется лучшим заполнением домашнего стадиона именно в Веллингтоне — данный показатель влияет на финансовые результаты клуба. При этом число матчей чемпионата в последние годы увеличилось, что и без того положительно сказазывается на выручке участников.

## Болельщики
В периоды появления и развития чемпионата клуб обладал одним из самых преданных в лиге сообществ болельщиков. В последние годы, впрочем, число фанатов команды снижается, о чём свидетельствует спад посещаемости домашних игр «Харрикейнз». Снижение популярности клуба усугубилось в 2011 году, когда было объявлено об уходе лидеров команды. В ответ на это было создано объединение болельщиков Flying Squadron .

## Результаты
| Супер 12    |      |        |       |           |        |        |         |        |                |       |                                         |
| Сезон       | Игры | Победы | Ничьи | Поражения | Очки + | Очки - | Разница | Бонусы | Турнирные очки | Место | Плей-офф                                |
| 1996        | 11   | 3      | 0     | 8         | 290    | 353    | -63     | 5      | 17             | 9-е   |                                         |
| 1997        | 11   | 6      | 0     | 5         | 416    | 314    | 102     | 10     | 34             | 3-е   | Поражение в полуфинале от «Брамбиз».    |
| 1998        | 11   | 5      | 0     | 6         | 313    | 342    | -29     | 6      | 26             | 8-е   |                                         |
| 1999        | 11   | 4      | 1     | 6         | 213    | 226    | -13     | 4      | 22             | 10-е  |                                         |
| 2000        | 11   | 6      | 0     | 5         | 308    | 329    | -21     | 5      | 29             | 8-е   |                                         |
| 2001        | 11   | 5      | 0     | 6         | 291    | 316    | -25     | 5      | 25             | 9-е   |                                         |
| 2002        | 11   | 5      | 0     | 6         | 232    | 317    | -85     | 3      | 23             | 9-е   |                                         |
| 2003        | 11   | 7      | 0     | 4         | 324    | 284    | 40      | 7      | 35             | 3-е   | Поражение в полуфинале от «Крусейдерс». |
| 2004        | 11   | 4      | 1     | 6         | 275    | 303    | -28     | 5      | 23             | 11-е  |                                         |
| 2005        | 11   | 8      | 0     | 3         | 283    | 248    | 35      | 2      | 34             | 4-е   | Поражение в полуфинале от «Крусейдерс». |
| Супер 14    |      |        |       |           |        |        |         |        |                |       |                                         |
| Сезон       | Игры | Победы | Ничьи | Поражения | Очки + | Очки - | Разница | Бонусы | Турнирные очки | Место | Плей-офф                                |
| 2006        | 13   | 12     | 0     | 1         | 328    | 226    | 102     | 7      | 62             | 2-е   | Поражение в финале от «Крусейдерс».     |
| 2007        | 13   | 6      | 0     | 7         | 247    | 300    | -53     | 3      | 27             | 5-е   |                                         |
| 2008        | 13   | 10     | 0     | 3         | 310    | 204    | 106     | 7      | 54             | 3-е   | Поражение в полуфинале от «Крусейдерс». |
| 2009        | 13   | 9      | 0     | 4         | 380    | 279    | +101    | 8      | 48             | 3-е   | Поражение в полуфинале от «Чифс».       |
| 2010        | 13   | 7      | 1     | 5         | 358    | 323    | +35     | 7      | 37             | 8-е   |                                         |
| Супер Регби |      |        |       |           |        |        |         |        |                |       |                                         |
| Сезон       | Игры | Победы | Ничьи | Поражения | Очки + | Очки - | Разница | Бонусы | Турнирные очки | Место | Плей-офф                                |
| 2011        | 16   | 5      | 2     | 9         | 328    | 398    | -70     | 10     | 42             | 9-е   |                                         |
| 2012        | 16   | 10     | 0     | 6         | 489    | 429    | +60     | 9      | 57             | 8-е   |                                         |
| 2013        | 16   | 6      | 0     | 10        | 386    | 457    | -71     | 9      | 41             | 11-е  |                                         |
| 2014        | 16   | 8      | 0     | 8         | 439    | 374    | +65     | 9      | 41             | 7-е   |                                         |
| 2015        | 16   | 14     | 0     | 2         | 458    | 228    | +170    | 10     | 66             | 1-е   | Поражение в финале от Хайлендерс        |
| 2016        | 15   | 11     | 0     | 4         | 458    | 314    | +144    | 9      | 53             | 1-е   | Победитель                              |
| 2017        | 15   | 12     | 0     | 3         | 596    | 272    | +324    | 10     | 58             | 3-е   | Поражение в полуфинале от Лайонз        |
| 2018        | 16   | 11     | 0     | 5         | 474    | 343    | +131    | 7      | 51             | 4-е   | Поражение в полуфинале от Крусейдерс    |
| 2019        | 16   | 12     | 1     | 3         | 449    | 362    | +87     | 3      | 53             | 4-е   | Поражение в полуфинале от Крусейдерс    |
| 2020        | 6    | 4      | 0     | 2         | 168    | 135    | +33     | 1      | 17             | 6-е   | Сезон приостановлен                     |

## Текущий состав
Сезон 2013 года.

## Тренеры
- Фрэнк Оливер (1996—1999)
- Грэм Мури (2000—2002)
- Колин Купер (2003—2010)
- Марк Хэмметт (2011—2014)
- Крис Бойд (2015—2018)
- Джон Пламтри (2019)
- Джейсон Холланд (2020—н.в.)

## Капитаны
- Марк Аллен (1996—1998 30 игр)
- Джон Престон (1998, 3 игры)
- Норм Хьюитт (1998—2000, 15 игр)
- Джейсон О'Хэллоран (1999, 8 игр)
- Гордон Слейтер (2001-2002, 22 игры)
- Тана Умага (2003—2005, 35 игр)
- Джерри Коллинс (2004, 3 игры)
- Родни Со’оиало (2006—2009, 49 игр)
- Пол Тито (2007, 1 игра)
- Тамати Эллисон (2009, 1 игра)
- Эндрю Хор (2010—2011, 28 игр)
- Виктор Вито (2011—2013, 3 игры)
- Конрад Смит (2007—2015, 61 игра)
- Джереми Траш (2014, 3 игры)
- Дейн Коулз (2015—н.в.)
- Брэд Шилдс (2017—2018, 2 игры)
- Ти Джей Перенара (2016—2017, 9 игр)